# Cantonul Saint-Denis-1
Cantonul Saint-Denis-1 este un canton din arondismentul Saint-Denis, Réunion, Franța.